# Otto Matthies
Otto Matthies (* 4. Oktober 1899 in Baruth; † 3. März 1979 in Berlin-Charlottenburg) war ein deutscher Schauspieler.

## Leben
Matthies erhielt seine künstlerische Ausbildung von 1917 bis 1919 an der Marie-Seebach-Schule in Berlin. Anschließend begann er in Görlitz Theater zu spielen. Sein nächstes Engagement führte ihn 1920 an die Vereinigten Deutschen Theater im tschechischen Brünn. Noch im selben Jahrzehnt kam er nach Berlin und spielte zunächst an den Groß-Berliner Schauspielen und am Schlossparktheater. Während seiner Verpflichtung am Deutschen Künstlertheater 1930/31 stand er mit so renommierten Kollege wie Albert Bassermann, Hans Brausewetter, Ferdinand von Alten, Adele Sandrock, Ludwig Stössel, Jakob Tiedtke, Rosa Valetti, Julius Falkenstein, Franz Lederer und Mathias Wieman auf der Bühne. Diese Verpflichtung sollte bis zum Zweiten Weltkrieg das letzte Festengagement des Schauspielers bleiben. Erst inmitten des Krieges wurde Matthies wieder fest an eine Bühne, das Komödienhaus, geholt. Matthies stand 1944 in der Gottbegnadeten-Liste des Reichsministeriums für Volksaufklärung und Propaganda.
Unmittelbar nach Kriegsende wurde das Schloßpark- bzw. Schiller-Theater unter der Leitung von Boleslaw Barlog seine langjährige Heimstatt. Seit 1937 wirkte Otto Matthies auch in einer Fülle von Kinofilmen mit, in denen er ein klassisches Chargendarsteller-Dasein fristete. Matthies spielte die gesamte Palette kleiner bis winziger Nebenrollen: Kellner, Referendare, Lieferanten, Kleinganoven, Bäcker, Bauern und Polizeiwachtmeister. In den Jahren 1947 bis 1949 trat er überwiegend in DEFA-Produktionen auf. Seit Anbruch der 60er Jahre sah man Otto Matthies gut ein Jahrzehnt lang auch in Fernsehproduktionen.

## Filmografie
als Schauspieler in Kinofilmen, wenn nicht anders angegeben
- 1937: Der Mustergatte
- 1937: Autobus S
- 1938: Der Maulkorb
- 1938: Der nackte Spatz
- 1938: Dreiklang
- 1938: Das Verlegenheitskind
- 1939: Der grüne Kaiser
- 1939: Der Polizeifunk meldet
- 1939: Die gute Sieben
- 1940: Der Sündenbock
- 1940: Zwielicht
- 1941: Das andere Ich
- 1941: Frau Luna
- 1941: Sein Sohn
- 1945: Shiva und die Galgenblume (unvollendet)
- 1947: Razzia
- 1947: Wozzeck
- 1947: Straßenbekanntschaft
- 1947: Die seltsamen Abenteuer des Herrn Fridolin B.
- 1948: … und wenn’s nur einer wär’ …
- 1948: Affaire Blum
- 1948: Berliner Ballade
- 1949: Die Kuckucks
- 1949: Das Geheimnis der roten Katze
- 1949: Die blauen Schwerter
- 1953: Die Rose von Stambul
- 1954: Das ideale Brautpaar
- 1955: Meine Kinder und ich
- 1956: Stresemann
- 1957: Der Stern von Afrika
- 1957: Das Glück liegt auf der Straße
- 1959: Freddy unter fremden Sternen
- 1962: Heute Nacht starker Nebel (TV-Film)
- 1963: Meine Frau Susanne (Serie, Folge: Die Dauerwelle)
- 1964: Der Prozeß Carl von O. (TV-Film)
- 1964: Das Blaue vom Himmel (TV-Film)
- 1965: Im Schatten der Großstadt (TV-Film)
- 1965: Man soll den Onkel nicht vergiften (TV-Film)
- 1966: Ganovenehre
- 1969: Tommy Tulpe (TV-Serie)
- 1970: Eli (TV-Film)
- 1971: Familie Bergmann (eine Folge)
- 1972: Hofball bei Zille (TV-Film)
- 1973: Drüben bei Lehmanns (TV-Serie, eine Folge)

## Hörspiele (Auswahl)
- 1948: John Steinbeck: Von Menschen und Mäusen (Candy) – Regie: Günther Schnabel (NWDR)
- 1955: Rudolf Bayr: Agamemnon muß sterben (Bürger) – Regie: Hans Conrad Fischer (Hörspiel – SFB)
- 1957: Thierry: Pension Spreewitz (Die Handwerker kommen, Folge 2, Erstsendung 19. Dezember 1957) – Regie: Ivo Veit (RIAS Berlin)
- 1959: Thierry: Pension Spreewitz (Das Skatspiel, Folge 30, Erstsendung 24. Januar 1959) – Regie: Ivo Veit (RIAS Berlin)
- 1960: Thierry: Pension Spreewitz (Peters neuer Schwarm Carola, Folge 64, Erstsendung 14. Mai 1960) – Regie: Ivo Veit (RIAS Berlin)
- 1964–1978: Diverse Autoren: Damals war's – Geschichten aus dem alten Berlin (in elf Geschichten mit 136 Folgen hatte er eine durchgehende Rolle) – Regie: Ivo Veit u. a. (40 Geschichten in 426 Folgen) (RIAS Berlin)